# Yves Laforest
Yves Laforest est un alpiniste québécois, né en 1956 à Montmagny.  Il est porté disparu lors d'une expédition sur la rivière Incomappleux  en Colombie-Britannique à l'été 2003.  
Il fut le premier alpiniste québécois à avoir réussi l'ascension de l'Everest, exploit qu'il accompli en mai 1991.   Il est récipiendaire du prix Prix Maurice-Richard (1991).  Il gravit également les monts Taulliraju, Alpamayo et Huascarán Sud au Pérou.